# Admiral's Cup
La Admiral’s Cup es una de las competiciones de vela de crucero más importantes del mundo. La organiza el Royal Ocean Racing Club.

## Historia
Se disputa cada dos años desde 1957, aunque no se disputó en 2001, 2005, 2007, 2009 ni en 2011.
La competición se realiza por equipos. Hasta 2003 se disputó por equipos nacionales, constando cada equipo de tres yates. Se celebran varias regatas puntuables, entre las que siempre destacó la Fastnet race, contabilizando los resultados de los tres yates de cada equipo en cada regata para la clasificación final.
En 2003 se cambió el ámbito de los equipos y el número de yates, pasando de representar a naciones a representar a clubes náuticos y de ser 3 yates por equipo, a 2 yates por equipo.

## Palmarés
| Año  | Campeón                        | N.º de equipos participantes |
| ---- | ------------------------------ | ---------------------------- |
| 1957 | Reino Unido                    | 2                            |
| 1959 | Reino Unido                    | 3                            |
| 1961 | Estados Unidos                 | 5                            |
| 1963 | Reino Unido                    | 6                            |
| 1965 | Reino Unido                    | 8                            |
| 1967 | Australia                      | 12                           |
| 1969 | Estados Unidos                 | 11                           |
| 1971 | Reino Unido                    | 17                           |
| 1973 | Alemania                       | 16                           |
| 1975 | Reino Unido                    | 19                           |
| 1977 | Reino Unido                    | 19                           |
| 1979 | Australia                      | 19                           |
| 1981 | Reino Unido                    | 16                           |
| 1983 | Alemania                       | 15                           |
| 1985 | Alemania                       | 18                           |
| 1987 | Nueva Zelanda                  | 14                           |
| 1989 | Reino Unido                    | 14                           |
| 1991 | Francia                        | 8                            |
| 1993 | Alemania                       | 8                            |
| 1995 | Italia                         | 8                            |
| 1997 | Estados Unidos                 | 7                            |
| 1999 | Países Bajos                   | 9                            |
| 2003 | Royal Prince Alfred Yacht Club | 8                            |